# Miastkowo

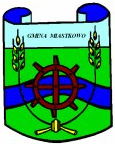
Herb gminy

Miastkowo – wieś (dawniej miasto) w Polsce położona w województwie podlaskim, w powiecie łomżyńskim, w gminie Miastkowo. Leży przy drodze krajowej nr 61.
Leży na Mazowszu, w ziemi łomżyńskiej.
Miejscowość jest siedzibą gminy Miastkowo.

## Historia
Miastkowo wzmiankowane w 1413 r., kiedy to książę Janusz darował Jakuczowi z Borkowa wójtostwo we wsi Zabiele. Gniazdo rodu Miastkowskich. Parafia wraz z kościołem erygowana przez księcia mazowieckiego Bolesława w 1451 r.
Według lustracji z 1660 r. miastkowskie starostwo niegrodowe zostało wydzielone ze starostwa wiźnieńskiego. W 1771 r. zarządzał nim Michał Staniszewski, skarbnik łomżyński, opłacając 534 zł. 27 gr. kwarty i 383 zł. 10 gr. hyberny. Miastkowo uzyskało lokację miejską przed 1735 rokiem, zdegradowane w 1801 roku.
W roku 1827 naliczono tu 27 domów i 270 mieszkańców.
Rozwój Miastkowa w XIX wieku był związany z budową traktu Berlin-Kowno-Petersburg. Do dziś znajduje się tu stacja dróżnika.
Pod koniec XIX wiek Miastkowo albo Miastków, miejscowość w powiecie łomżyńskim. Posiada kościół murowany, sąd gminny okr. II, urząd gminny, szkołę początkową, 487 mieszkańców i 3754 mórg obszaru.
W latach 1921–1939 wieś i pobliski folwark leżał w województwie białostockim, w powiecie łomżyńskim, w gminie Miastkowo.
Według Powszechnego Spisu Ludności z 1921 roku zamieszkiwało:
- wieś – 462 osoby w 61 budynkach mieszkalnych.
- folwark – 116 osób w 6 budynkach mieszkalnych[11]

Miejscowości należały do miejscowej parafii rzymskokatolickiej. Podlegały pod Sąd Grodzki i Okręgowy w Łomży; Mieścił się tu również urząd pocztowy.
W wyniku napaści ZSRR na Polskę we wrześniu 1939 miejscowość znalazła się pod okupacją sowiecką. Od czerwca 1941 roku pod okupacją niemiecką. Od 22 lipca 1941 do 1945 włączona w skład Landkreis Lomscha, Bezirk Bialystok III Rzeszy.
W latach 1954–1972 wieś należała i była siedzibą władz gromady Miastkowo. W latach 1975–1998 miejscowość administracyjnie należała do województwa łomżyńskiego.
1 stycznia 2006 roku zniesiono integralne części wsi Cendrowizna, Kolonia Nowogrodzka, Kurpie, Nowy Młyn, Poświętne.

## Warunki naturalne
Miastkowo położone jest na terenie równinnym. Występują tu formy polodowcowe, z czym wiąże się występowanie struktur żwirowych. W pobliżu przepływa rzeka Ruż oraz strumień Bździążek, który obecnie jest w stanie zaniku.

## Gospodarka
Wieś ma dobrze rozbudowaną infrastrukturę (wodociągi, elektryczność, telefonizacja). Rozwinął się przemysł drzewny, a tartak jest miejscem pracy ok. 150 osób. Dynamicznie rozwijają się również usługi.

## Religia
W miejscowości znajduje się kościół, który jest siedzibą parafii Matki Bożej Różańcowej. W strukturze kościoła rzymskokatolickiego parafia należy do metropolii białostockiej, diecezji łomżyńskiej, dekanatu Łomża – św. Brunona.

## Obiekty zabytkowe
- neogotycka kaplica murowana z 1889 r.
- klasycystyczna dróżniczówka z 1825 r.
- klasycystyczny kościół parafialny z II połowy XIX w.
- plebania z początku XX w.
- cmentarz rzymskokatolicki
- budynek byłego sądu[8]

## Obiekty użyteczności publicznej
- Gminny Ośrodek Kultury
- Gminna Biblioteka Publiczna
- świetlica wiejska
- ośrodek zdrowia
- lecznica weterynaryjna[8]

## Urodzeni w Miastkowie
- Marian Oleś, polski duchowny rzymskokatolicki, arcybiskup, dyplomata watykański, nuncjusz apostolski